# بخش فریدم، شهرستان وود، اوهایو
بخش فریدم (به انگلیسی: Freedom Township) یک منطقهٔ مسکونی در ایالات متحده آمریکا است که در شهرستان وود، اوهایو واقع شده‌است.
 بخش فریدم ۷۸٫۴ کیلومتر مربع مساحت و ۲٬۷۲۷ نفر جمعیت دارد و ۱۹۹ متر بالاتر از سطح دریا واقع شده‌است.